# Confortare
Confortare (Be strong and of a good courage) is een compositie van de Britse componist George Dyson. Het werk is geschreven voor koor en orkest.
Op zich is het geen bijzonder werk voor koor en orkest en was waarschijnlijk in de vergetelheid geraakt als het niet gecomponeerd was voor de kroning van Elizabeth II van het Verenigd Koninkrijk op 2 juni 1953.
De muziek van Dyson is uitermate geschikt voor uitvoeringen in grote gebouwen; zijn stijl van componeren is 19e-eeuws.
Tekst:
- Be strong and of a good courage.
- Keep the commandments of the Lord thy God.
- And Walk in His way.

## Bron en discografie
- uitgave Chandos: BBC Symphony Orchestra and Choir o.l.v. Richard Hickox